# RCW 41
RCW 41 est une nébuleuse en émission visible dans la constellation des Voiles.
On l'observe dans la partie centrale de la constellation, à environ 5° au sud de l'étoile λ Velorum. Sa faible luminosité permet de le photographier à l'aide de filtres à travers un télescope de puissance moyenne. Sa déclinaison fortement méridionale fait que depuis les régions septentrionales son observation est particulièrement difficile depuis la zone tempérée inférieure, tandis qu'au-delà de 43 °N elle devient toujours invisible. Depuis l'hémisphère sud, on peut cependant l'observer presque toutes les nuits de l'année. La meilleure période pour l'observer dans le ciel du soir est de décembre à mai.
RCW 41 fait partie du nuage moléculaire des Voiles (VMR), un grand complexe de nuages moléculaires géants dans le bras d'Orion. En particulier, cette nébuleuse est liée au nuage VMR A et est située à environ 1 000 pc (∼3 260 al) du système solaire. Certains auteurs ont cependant indiqué par le passé des valeurs de distance beaucoup plus grandes pour cette nébuleuse, jusqu'à 2 200 parsecs, la plaçant de fait au-delà des complexes nébuleux situés à 700-1 000 parsecs. La nébuleuse a une apparence irrégulière et contient en son sein le jeune amas [DBS2003] 36, composé de 62 étoiles massives de classe spectrale B visibles dans l'infrarouge. La principale source associée à l'amas est IRAS 09149-4743, située au centre de l'amas et également identifiée comme une source radio et parfois rapportée comme associée à un maser CO : c'est une étoile très chaude de classe spectrale B, qui est également l'une des principales responsables de l'ionisation des gaz du nuage. Une deuxième étoile est ajoutée à cet objet, située dans un sous-amas faisant partie du précédent.
À l'intérieur du nuage se trouve également une région HII ultracompacte d'un diamètre de 6,5 ', à l'intérieur de laquelle se trouvent un maser à eau et un maser au méthanol. En particulier ce dernier est un détecteur important de la présence de phénomènes de formation d'étoiles massives, étant un objet caractéristique des nuages de gaz ionisés ultracompacts dans lesquels ce genre de phénomènes se produit.
RCW 41 est le corps principal de la région de formation d'étoiles cataloguée comme SFR 270,26+0,80 et indiquée dans le catalogue Avedisova 2002 avec la désignation Avedisova 2224.